# Charles H. Wellington
Charles H. Wellington (1884-1942) est un auteur de bande dessinée dont le comic strip Pa's Son-in-Law a été diffusé dans la presse américain sous différents noms de 1911 à 1942 et qui connut un succès limité mais suffisant à Wellington pour s'y consacrer pleinement après 1920.
Selon l'historien américain de la bande dessinée Rick Marschall, le dessin de Wellington est toujours resté celui d'un « bon amateur » et son humour était « verbeux (...), voire obscur ».